# Teófilo Otoni
Teófilo Otoni é um município brasileiro no interior do estado de Minas Gerais, Região Sudeste do país. Localiza-se no Vale do Mucuri, a nordeste da capital do estado, distando desta cerca de 450 km. Ocupa uma área de 3 242,27 km², sendo que 24,01 km² estão em perímetro urbano. Sua população foi recenseada em 137 418 habitantes em 2022, sendo então o 18º mais populoso do estado.
A região começou a ser desbravada no decorrer do século XVI, em expedições que visavam a encontrar ouro e diamante na região, porém somente em 1853 é que chega ao lugar a chamada "Companhia de Comércio e Navegação do Mucuri", que tinha objetivo de povoar o Vale do Mucuri e era comandada por Theophilo Benedicto Ottoni. Este fundou o núcleo pioneiro à margem do rio Todos os Santos no dia 7 de setembro daquele ano. Tendo recebido uma considerável quantidade de imigrantes, principalmente alemães, com o passar do tempo o município descobriu sua vocação econômica para a exploração de pedras preciosas, sendo considerada hoje a "Capital Mundial das Pedras Preciosas".
Além de se destacar no setor de exploração mineral, Teófilo Otoni também possui alguns atrativos turísticos de valor cultural ou histórico, como o Prédio da CEMIG, que releva-se pela sua arquitetura e história, tendo sido fundado em 29 de fevereiro de 1928; a Praça Germânica, onde o prédio situa-se, que foi construída em homenagem à imigração alemã na cidade; e a Igreja Matriz. Também há eventos de relevância regional ou mesmo nacional e internacional, como a Feira Internacional de Pedras Preciosas (FIPP), a Festa da Descendência Alemã e o Festival de Teatro de Teófilo Otoni (FESTTO).

## História

### Origens e pioneirismo

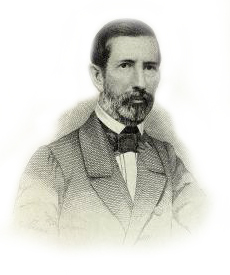
Teophilo Benedicto Ottoni, a quem o nome da cidade homenageia.

As terras do atual município de Teófilo Otoni começaram a ser desbravadas ainda no século XVI, em expedições que visavam a encontrar ouro e diamante na região. Nas décadas seguintes destacaram-se as de Sebastião Fernandes Tourinho (1573) e Antônio Dias Adorno (1580), sendo que ambas contribuíram para que fosse feito um "mapeamento" da região. O lugar continuou desabitado até o começo da década de 1750, quando afixa-se o mestre de campo João da Silva Guimarães. Na mesma época também é construída, a mando de Antônio José Coelho, a Fazenda Mestre Campota; hoje sede da Colônia Francisco Sá, que reúne colonos nacionais, alemães, austríacos e outros.
Com as terras originalmente ligadas à antiga Comarca do Serro Frio e depois ao município de Minas Novas, a história do município liga-se à história de seu fundador, Theophilo Benedicto Ottoni, que, após renunciar ao seu mandato de deputado, iniciou a colonização do Vale do Mucuri com a fundação da chamada "Companhia de Comércio e Navegação do Mucuri", em 1847. Para marcar o encontro das duas grandes expedições que partiram em direções diversas, foi fundado, em 7 de setembro de 1853, o núcleo pioneiro, à margem do rio Todos os Santos, denominado Filadélfia, em homenagem à cidade homônima (dado o rápido desenvolvimento alcançado por esta).
O dia da fundação do povoado foi marcado pelo alinhamento da primeira rua; uma rua plana e reta, no rumo norte-sul, batizada primeira rua de Filadélfia, hoje também conhecida como Rua Direita e oficialmente como Avenida Getúlio Vargas. Nos anos a seguir se destacaram as melhorias na infraestrutura e crescimento do comércio; em 1854 foram construídos grandes armazéns e em 1858 foram abertas estradas ligando povoados. Em 1856 chegam os primeiros descendentes de alemães e suíços, vindos através de anúncio publicado na Alemanha convocando colonizadores que teriam amparo por parte da "Companhia Mucuri"; que muito colaboraram na construção das estradas. A estrada ligando Filadélfia ao povoado de Santa Clara foi a primeira rodovia do interior do Brasil, tendo sido inaugurada em agosto de 1857, tinha cerca de 170 km e trafegavam por ela uma média anual de 40 carros particulares puxados por bestas, 200 carros de boi e 400 lotes de burros (1859).

### Evolução administrativa e história recente
Àquela época estimava-se uma população de cerca de 600 habitantes e 130 domicílios, sendo que muitos saíam da cidade em decorrência dos constantes problemas com epidemias de doenças tropicais e ataques dos povos indígenas botocudos, que tiveram seu território invadido. Do povoado de Filadélfia, fundado oficialmente em 7 de setembro de 1853, foi criada a freguesia com a denominação de Nossa Senhora da Conceição da Filadélfia, pela lei provincial nº 808, de 3 de julho de 1857. Pela lei provincial nº 2486, de 9 de novembro de 1878, é criada a vila com o nome de Teófilo Otoni, em homenagem a Theophilo Benedicto Ottoni, tendo se desmembrado de Minas Novas.
Nos anos seguintes ocorreram a criação e emancipação de vários distritos de Teófilo Otoni. Atualmente restam seis, sendo eles: Crispim Jaques, Mucuri, Pedro Versiani, Rio Pretinho, Teófilo Otoni (sede) e Topázio. A última alteração territorial ocorreu pela lei estadual nº 10703, de 27 de abril de 1992, quando emancipou-se o distrito de Frei Gonzaga (atual cidade de Novo Oriente de Minas).
No decorrer do século XX a cidade continuou a se destacar no ramo da extração de pedras preciosas, sendo reconhecida hoje como a "Capital Mundial das Pedras Preciosas". Sedia anualmente feiras e exposições do ramo, atraindo mercado consumidor internacional, sendo que o uso de recursos tecnológicos tem sido cada vez mais aplicado na extração dos minerais. Estando situada nordeste do estado de Minas Gerais, no Vale do Mucuri, é considerada como centro macro-regional.

## Geografia
A área do município, segundo o Instituto Brasileiro de Geografia e Estatística (IBGE), é de 3 242,27 km², sendo que 24,01 km² constituem a zona urbana. Situa-se a 17°51'27" de latitude sul e 41°30'19" de longitude oeste e está a uma distância de 450 quilômetros a nordeste da capital mineira. Seus municípios limítrofes são Novo Oriente de Minas, a norte; Pavão, a nordeste; Carlos Chagas, a leste; Ataleia, a sudeste; Frei Gaspar, a sul; Itambacuri, a sudoeste; Poté e Ladainha, a oeste; e Itaipé e Catuji, a noroeste. De acordo com a divisão regional vigente, instituída pelo IBGE, o município pertence às Regiões Geográficas Intermediária e Imediata de Teófilo Otoni e está localizado na microrregião de Teófilo Otoni, que faz parte da mesorregião do Vale do Mucuri.
O relevo do município de Teófilo Otoni é predominantemente montanhoso. Aproximadamente 60 % do território teófilo-otonense é coberto por mares de morros e montanhas, enquanto em cerca de 30 % há o predomínio de terrenos ondulados, e os 10 % restantes são lugares planos. A altitude máxima encontra-se na divisa com o município de Novo Oriente de Minas, que chega aos 1 138 metros, enquanto que a altitude mínima está na foz do córrego São Julião, com 366 metros. O solo é rico em gemas, sendo possível encontrar diversas variedades como águas marinhas, topázios, ametistas, crisoberilos e turmalinas.
O território é banhado por vários mananciais, sendo os principais os rios Marambaia e Todos os Santos, o ribeirão Poton e o córrego São Julião. A cidade faz parte da bacia do rio Mucuri, que se estende por outros 16 municípios e está incluída na bacia agrupada do Atlântico Leste. Apesar da realização de obras de melhorias, tais como pavimentação de ruas e construção de barragens, no período chuvoso ainda são registradas grandes enchentes causadas pelo excesso de lixo nos cursos hídricos que intercedem o perímetro urbano municipal.

### Clima

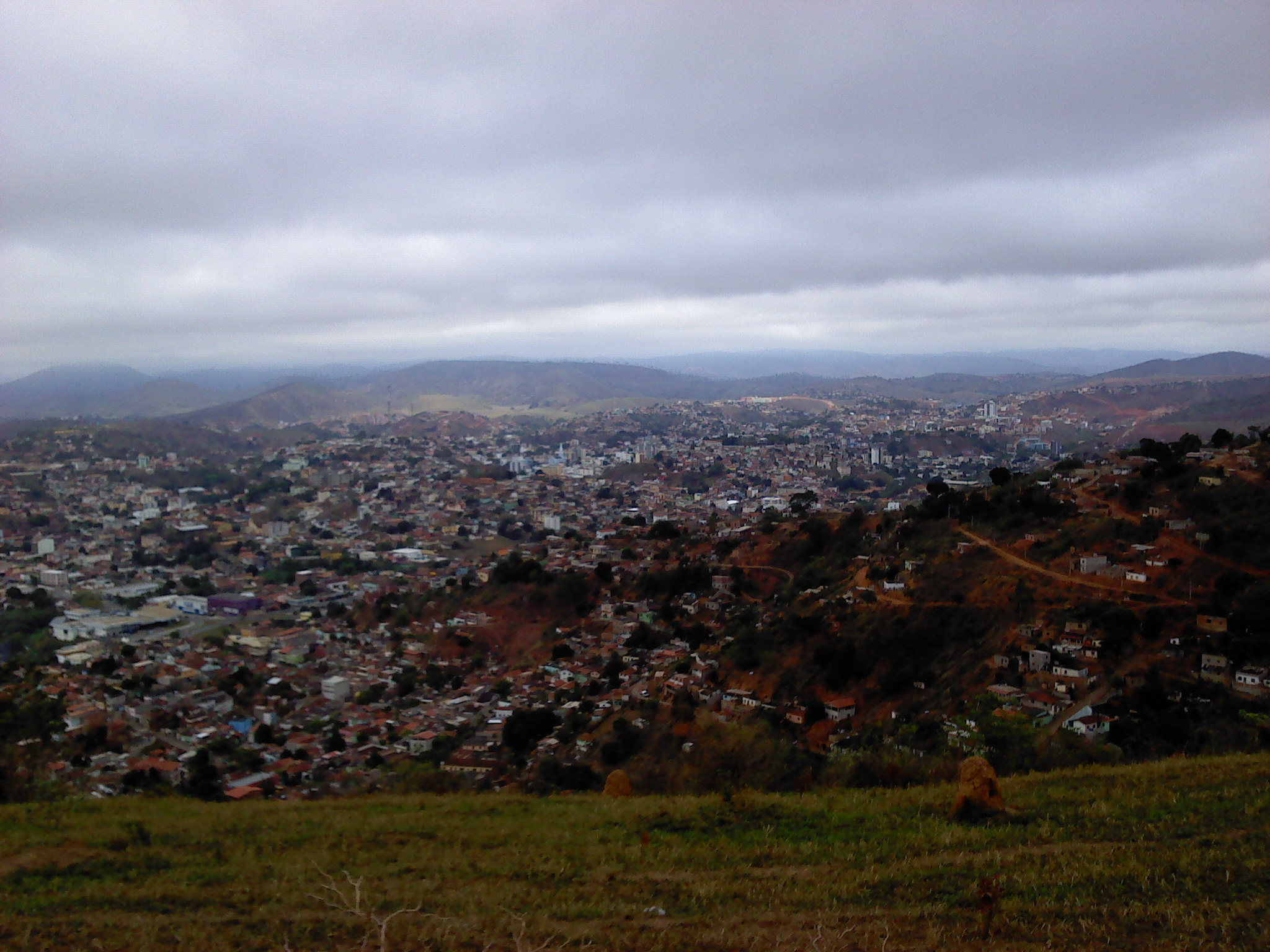
Vista da cidade em um dia de céu nublado

O clima teófilo-otonense é caracterizado como tropical quente semiúmido (tipo Aw segundo Köppen), com temperatura média compensada anual de 24 °C e pluviosidade média de 1 060 mm/ano, concentrados entre os meses de outubro e abril, sendo dezembro o mês de maior precipitação. A estação chuvosa compreende os meses mais quentes, enquanto que a estação seca abrange os meses amenos. Apesar da queda da temperatura no inverno, eventos de frio em demasia não são incomuns. Outono e primavera, por sua vez, são estações de transição. Com pouco mais de 2 060 horas de insolação por ano, a umidade do ar média anual é superior a 70%. Nevoeiros ocorrem nas manhãs dos meses frios, por conta da alta umidade e das baixas temperaturas.
| Maiores acumulados de precipitação em 24 horas registrados em Teófilo Otoni por meses (INMET)                                         | Maiores acumulados de precipitação em 24 horas registrados em Teófilo Otoni por meses (INMET) | Maiores acumulados de precipitação em 24 horas registrados em Teófilo Otoni por meses (INMET) | Maiores acumulados de precipitação em 24 horas registrados em Teófilo Otoni por meses (INMET) | Maiores acumulados de precipitação em 24 horas registrados em Teófilo Otoni por meses (INMET) | Maiores acumulados de precipitação em 24 horas registrados em Teófilo Otoni por meses (INMET) |
| Mês | Acumulado                                                                                     | Data                                                                                          | Mês                                                                                           | Acumulado                                                                                     | Data                                                                                          |
| --- | --------------------------------------------------------------------------------------------- | --------------------------------------------------------------------------------------------- | --------------------------------------------------------------------------------------------- | --------------------------------------------------------------------------------------------- | --------------------------------------------------------------------------------------------- |
| Janeiro | 137,6 mm                                                                                      | 21/01/2016                                                                                    | Julho                                                                                         | 28,9 mm                                                                                       | 08/07/1965                                                                                    |
| Fevereiro | 246,4 mm                                                                                      | 04/02/2002                                                                                    | Agosto                                                                                        | 62,3 mm                                                                                       | 27/08/1984                                                                                    |
| Março | 108,1 mm                                                                                      | 17/03/1964                                                                                    | Setembro                                                                                      | 53,8 mm                                                                                       | 10/09/1976                                                                                    |
| Abril | 71,3 mm                                                                                       | 12/04/1926                                                                                    | Outubro                                                                                       | 120,1 mm                                                                                      | 27/10/2004                                                                                    |
| Maio | 50,6 mm                                                                                       | 02/05/1968                                                                                    | Novembro                                                                                      | 150,3 mm                                                                                      | 02/11/1975                                                                                    |
| Junho | 35,4 mm                                                                                       | 03/06/2001                                                                                    | Dezembro                                                                                      | 155,9 mm                                                                                      | 31/12/1990                                                                                    |
| Período: 01/01/1918 a 31/12/1943, 01/01/1961 a 31/12/1968, 26/01/1970 a 31/08/1989, 01/07/1990 a 26/11/2008 e 20/10/2011 a 31/12/2018 |                                                                                               |                                                                                               |                                                                                               |                                                                                               |                                                                                               |

As chuvas, sobretudo nos meses da estação chuvosa, podem vir acompanhadas de descargas elétricas, rajadas de vento e, esporadicamente, queda de granizo, com registro desse fenômeno em 2 de junho de 2009 e em 21 de agosto de 2023, provocando quedas de árvores e destelhamentos de casas em vários pontos do município. Conforme o Instituto Nacional de Pesquisas Espaciais (INPE), Teófilo Otoni é o 732º colocado no ranking de ocorrências de descargas elétricas no estado de Minas Gerais, com uma média anual de 1,5483 raio por quilômetro quadrado. No entanto, baixos índices de umidade podem ser registrados durante a estação seca ou em longos veranicos. Nesses períodos, o ar seco propicia a ocorrência de queimadas, inclusive em áreas de preservação ambiental, e favorece a poluição do ar.
Segundo dados da antiga estação convencional do Instituto Nacional de Meteorologia (INMET) da cidade (desativada em março de 2019), referentes ao período de 1918 a 1943, 1961 a 1968, 1970 a 2008 e 2011 a 2018, a menor temperatura registrada em Teófilo Otoni foi de 5,2 °C em 29 de julho de 1972 e a maior atingiu 41,3 °C em 31 de outubro de 2012. O menor índice de umidade relativa do ar foi de 15%, registrado em 30 de agosto de 1963. O maior acumulado de precipitação em 24 horas foi de 246,4 mm em 4 de fevereiro de 2002. As chuvas que caíram nesse dia deixaram a cidade em estado de calamidade pública, com um saldo de 12 mortes, 16 mil desalojados, 247 moradias destruídas e outras 600 parcialmente danificadas.
Já segundo a estação meteorológica automática do INMET instalada em 26 de agosto de 2006, a menor temperatura registrada foi de 9 °C em 20 de maio de 2022, e a maior atingiu 39,4 °C em 19 de novembro de 2023, durante uma onda de calor intensa. O menor índice de umidade relativa do ar foi de 11% na tarde de 14 de outubro de 2014. O maior acumulado de precipitação em 24 horas, por sua vez, foi de 145 mm em 29 de novembro de 2012. A maior precipitação horária foi de 62,2 mm entre 22 e 23 horas do dia 21 de janeiro de 2020, enquanto que a maior rajada de vento foi de 87,12 km/h, durante uma chuva na tarde de 2 de janeiro de 2020.
| Dados climatológicos para Teófilo Otoni | Dados climatológicos para Teófilo Otoni | Dados climatológicos para Teófilo Otoni | Dados climatológicos para Teófilo Otoni | Dados climatológicos para Teófilo Otoni | Dados climatológicos para Teófilo Otoni | Dados climatológicos para Teófilo Otoni | Dados climatológicos para Teófilo Otoni | Dados climatológicos para Teófilo Otoni | Dados climatológicos para Teófilo Otoni | Dados climatológicos para Teófilo Otoni | Dados climatológicos para Teófilo Otoni | Dados climatológicos para Teófilo Otoni | Dados climatológicos para Teófilo Otoni |
| Mês | Jan                                     | Fev                                     | Mar                                     | Abr                                     | Mai                                     | Jun                                     | Jul                                     | Ago                                     | Set                                     | Out                                     | Nov                                     | Dez                                     | Ano                                     |
| --- | --------------------------------------- | --------------------------------------- | --------------------------------------- | --------------------------------------- | --------------------------------------- | --------------------------------------- | --------------------------------------- | --------------------------------------- | --------------------------------------- | --------------------------------------- | --------------------------------------- | --------------------------------------- | --------------------------------------- |
| Temperatura máxima recorde (°C) | 41                                      | 40,4                                    | 39                                      | 37,6                                    | 38                                      | 37,8                                    | 36                                      | 36,7                                    | 40,3                                    | 41,3                                    | 40,5                                    | 39                                      | 41,3                                    |
| Temperatura máxima média (°C) | 32,5                                    | 33,3                                    | 32,2                                    | 30,9                                    | 29,1                                    | 27,9                                    | 27,6                                    | 28,6                                    | 29,5                                    | 31,2                                    | 30,4                                    | 31,4                                    | 30,4                                    |
| Temperatura média compensada (°C) | 26                                      | 26,4                                    | 25,7                                    | 24,5                                    | 22,4                                    | 20,8                                    | 20,4                                    | 21,4                                    | 22,9                                    | 24,6                                    | 24,7                                    | 25,4                                    | 23,8                                    |
| Temperatura mínima média (°C) | 21,3                                    | 21,4                                    | 21,2                                    | 20,1                                    | 17,8                                    | 16,1                                    | 15,6                                    | 16,3                                    | 18,1                                    | 19,6                                    | 20,4                                    | 21,1                                    | 19,1                                    |
| Temperatura mínima recorde (°C) | 12,7                                    | 11,2                                    | 13,8                                    | 7                                       | 6,5                                     | 6,6                                     | 5,2                                     | 5,6                                     | 7,6                                     | 9,4                                     | 10,8                                    | 10,5                                    | 5,2                                     |
| Precipitação (mm) | 127,8                                   | 99,5                                    | 153,3                                   | 78,8                                    | 30,4                                    | 18,6                                    | 25,9                                    | 20,3                                    | 34,6                                    | 72,9                                    | 188,7                                   | 213,7                                   | 1 064,5                                 |
| Dias com precipitação (≥ 1 mm) | 10                                      | 8                                       | 12                                      | 7                                       | 5                                       | 4                                       | 5                                       | 4                                       | 5                                       | 7                                       | 12                                      | 14                                      | 93                                      |
| Umidade relativa compensada (%) | 71,9                                    | 70,2                                    | 73,6                                    | 75                                      | 76,6                                    | 75,6                                    | 74,4                                    | 70,2                                    | 68,5                                    | 67,8                                    | 74                                      | 74,4                                    | 72,7                                    |
| Insolação (h) | 197,7                                   | 199                                     | 189,2                                   | 176,8                                   | 167,6                                   | 161,3                                   | 168                                     | 180,3                                   | 152,6                                   | 170,3                                   | 138,9                                   | 159,8                                   | 2 061,5                                 |
| Fonte: Instituto Nacional de Meteorologia (INMET) (normal climatológica de 1981–2010; recordes de temperatura: 01/01/1918 a 31/12/1943, 01/01/1961 a 31/12/1968, 26/01/1970 a 31/08/1989, 01/07/1990 a 26/11/2008 e 20/10/2011 a 31/12/2018) |                                         |                                         |                                         |                                         |                                         |                                         |                                         |                                         |                                         |                                         |                                         |                                         |                                         |

| Dados climatológicos para Teófilo Otoni (estação automática)                                       | Dados climatológicos para Teófilo Otoni (estação automática) | Dados climatológicos para Teófilo Otoni (estação automática) | Dados climatológicos para Teófilo Otoni (estação automática) | Dados climatológicos para Teófilo Otoni (estação automática) | Dados climatológicos para Teófilo Otoni (estação automática) | Dados climatológicos para Teófilo Otoni (estação automática) | Dados climatológicos para Teófilo Otoni (estação automática) | Dados climatológicos para Teófilo Otoni (estação automática) | Dados climatológicos para Teófilo Otoni (estação automática) | Dados climatológicos para Teófilo Otoni (estação automática) | Dados climatológicos para Teófilo Otoni (estação automática) | Dados climatológicos para Teófilo Otoni (estação automática) | Dados climatológicos para Teófilo Otoni (estação automática) |
| Mês                                                                                                | Jan                                                          | Fev                                                          | Mar                                                          | Abr                                                          | Mai                                                          | Jun                                                          | Jul                                                          | Ago                                                          | Set                                                          | Out                                                          | Nov                                                          | Dez                                                          | Ano                                                          |
| -------------------------------------------------------------------------------------------------- | ------------------------------------------------------------ | ------------------------------------------------------------ | ------------------------------------------------------------ | ------------------------------------------------------------ | ------------------------------------------------------------ | ------------------------------------------------------------ | ------------------------------------------------------------ | ------------------------------------------------------------ | ------------------------------------------------------------ | ------------------------------------------------------------ | ------------------------------------------------------------ | ------------------------------------------------------------ | ------------------------------------------------------------ |
| Temperatura máxima recorde (°C)                                                                    | 38,6                                                         | 37,4                                                         | 36,4                                                         | 35,1                                                         | 34,5                                                         | 35,2                                                         | 33,7                                                         | 35,7                                                         | 37,3                                                         | 39                                                           | 39,4                                                         | 37,2                                                         | 39,4                                                         |
| Temperatura mínima recorde (°C)                                                                    | 18,5                                                         | 17,1                                                         | 17,7                                                         | 14,1                                                         | 9                                                            | 10,1                                                         | 11                                                           | 9,6                                                          | 11,5                                                         | 12,7                                                         | 15,1                                                         | 15,5                                                         | 9                                                            |
| Fonte: Instituto Nacional de Meteorologia (INMET) — recordes de temperatura: 26/08/2006–31/12/2023 |                                                              |                                                              |                                                              |                                                              |                                                              |                                                              |                                                              |                                                              |                                                              |                                                              |                                                              |                                                              |                                                              |

### Ecologia e meio ambiente
O município está localizado no Bioma Mata Atlântica, e devido ao desmatamento hoje apresenta apenas alguns de trechos de Mata Atlântica, apesar de que parte da mata nativa foi severamente devastada nos últimos 50 anos; inicialmente com o ciclo exploratório da madeira, que era vendida para outras regiões e estados sem que a população local fosse recompensada, depois para dar lugar às plantações de café e por último para ceder espaço à agricultura moderna, às pastagens para o gado, ou mesmo desmatada e mais tarde reflorestada. Atualmente, a região possui uma das maiores coberturas vegetais bioma da Mata Atlântica Semidecidual no estado de Minas Gerais e do Brasil.
Para combater o desmatamento e a devastação de áreas verdes, foi criado programa como as Área de Proteção Ambiental (APA), que são faixas de vegetação existentes com objetivo de preservar os recursos hídricos, a paisagem, a estabilidade geológica e a biodiversidade, proteger o solo e assegurar o bem-estar da população. A APA do Alto do Mucuri, criada em 31 de dezembro de 2011 com área total de 325 148,883 hectares, englobando além de Teófilo Otoni outras sete cidades a norte do município, visando a conservação dos remanescentes de Mata Atlântica e posteriormente interligar com Cinturão Verde com os outros parques estaduais; Além da área de preservação Todos os Santos, com foco em preservar a fauna e flora das margens de trechos do rio Todos os Santos entre Poté e Teófilo Otoni, tendo sido criada em 8 de junho de 1989. Outro programa é a Semana do Meio Ambiente, realizada anualmente no começo de junho pela prefeitura, onde são organizadas palestras de conscientização ambiental e passeios ecológicos com crianças de escolas públicas e privadas da cidade.

## Demografia
Em 2010, a população do município foi contada pelo Instituto Brasileiro de Geografia e Estatística (IBGE) em 134 733 habitantes, sendo que 64 447 habitantes eram homens e 70 286 habitantes mulheres. Ainda segundo o mesmo censo, 110 059 habitantes viviam na zona urbana e 24 674 na zona rural.
O Índice de Desenvolvimento Humano Municipal (IDH-M) de Teófilo Otoni é considerado alto pelo Programa das Nações Unidas para o Desenvolvimento (PNUD). Seu valor é de 0,701 (o 1866º maior entre os 5 565 municípios brasileiros), sendo que a cidade possui a maioria dos indicadores próximos ou acima com os da média nacional segundo o PNUD.

### Pobreza e desigualdade
Segundo o IBGE, no ano de 2003 o coeficiente de Gini, que mede a desigualdade social, era de 0,40, sendo que 1,00 é o pior número e 0,00 é o melhor. Naquele ano, a incidência da pobreza, medida pelo IBGE, era de 37,80%, o limite inferior da incidência de pobreza era de 29,85%, o superior era de 45,74% e a incidência da pobreza subjetiva era de 34,76%.
De 2000 a 2010, a proporção de pessoas com renda domiciliar per capita de até meio salário mínimo reduziu em 46,0%. Em 2010, 81,3% da população vivia acima da linha da pobreza, 12,2% encontrava-se na linha da pobreza e 6,5% estava abaixo. Em 2000, a participação dos 20% da população mais rica da cidade no rendimento total municipal era de 65,4%, ou seja, 33 vezes superior à dos 20% mais pobres, que era de 2,2%. Também em 2000, segundo a prefeitura, havia registros de favelas e palafitas, além de ocorrências de loteamentos irregulares, porém atualmente há legislação municipal específica que dispõe sobre regularização fundiária e sem plano ou programa específico de regularização fundiária.

### Religião

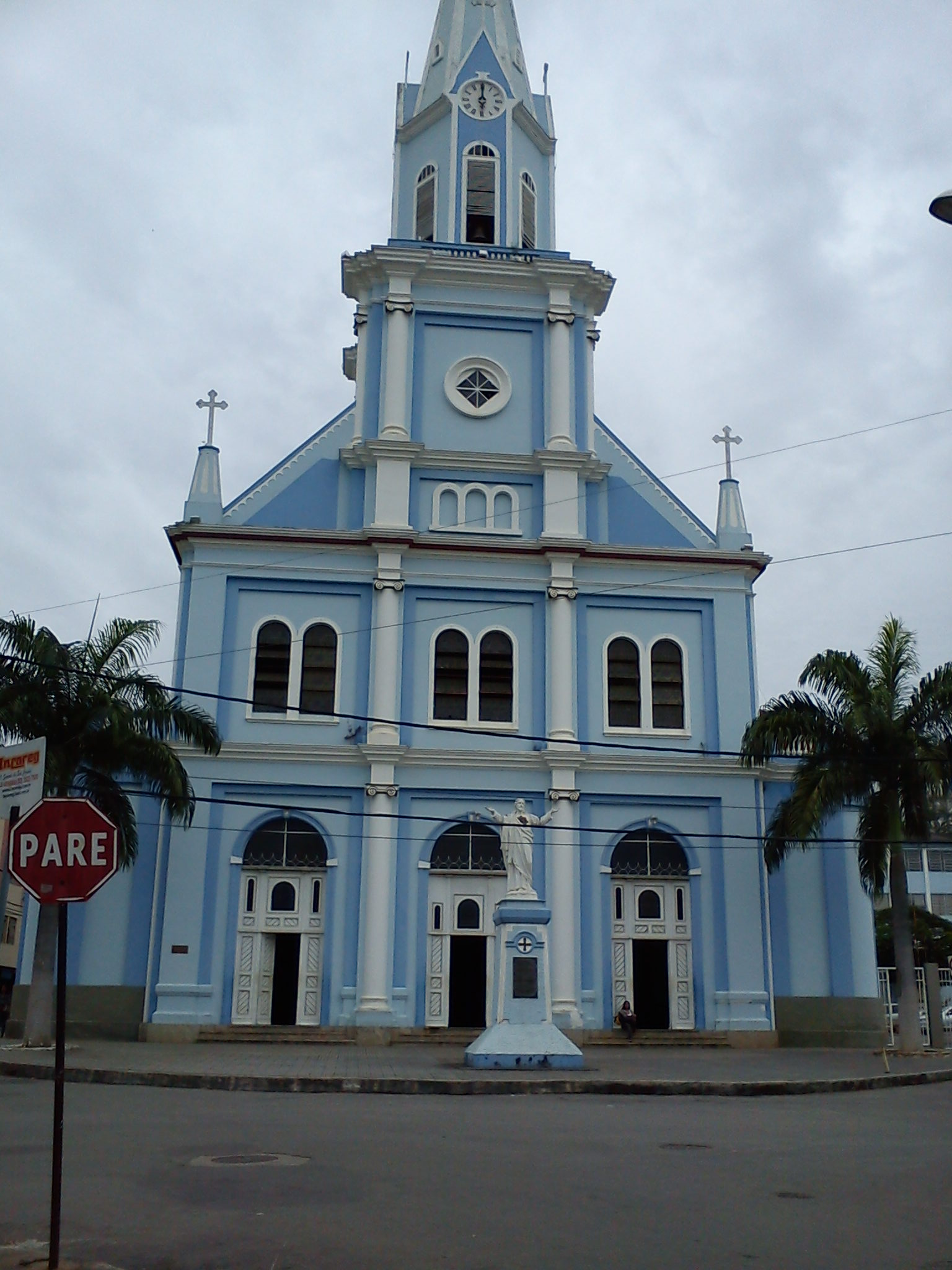
Fachada da Igreja Matriz Nossa Senhora da Conceição

A maioria dos teófilo-otonenses se declara católica, apesar de que hoje é possível encontrar na cidade dezenas de denominações protestantes diferentes, assim como a prática do budismo e do espiritismo, entre outras. Também são consideráveis as comunidades judaica, mórmon, e das religiões afro-brasileiras. De acordo com dados do censo de 2010 realizado pelo IBGE, a população teófilo-otonense naquele ano era composta por: católicos (61,27%), evangélicos (29,68%), pessoas sem religião (5,94%), espíritas (1,19%) e os demais estão divididos entre outras religiões.
Igreja Católica Apostólica Romana
Segundo divisão feita pela Igreja Católica, o município está situado na jurisdição da província eclesiástica de Diamantina. A diocese de Teófilo Otoni foi criada em 27 de novembro de 1960 a partir do desmembramento da diocese de Araçuaí e em 28 de março de 1981 cedeu parte de seu território para a criação da diocese de Almenara. Sua Sé episcopal está na Catedral Nossa Senhora da Imaculada Conceição.
Igrejas protestantes
A cidade possui os mais diversos credos protestantes ou reformados, como a Comunidade Evangélica Sara Nossa Terra, a Igreja Cristã Maranata, Igreja Luterana, a Igreja Presbiteriana, a Igreja Metodista, a Igreja Episcopal Anglicana, as igrejas batistas, a Igrejas Assembleias de Deus, a Igreja Adventista do Sétimo Dia, a Igreja Mundial do Poder de Deus, a Igreja Metodista Wesleyana, a Igreja Universal do Reino de Deus, a Congregação Cristã no Brasil, entre outras. Como citado acima, de acordo com o IBGE, em 2010 29,58% da população era protestante, sendo 15,01% das igrejas evangélicas de origem pentecostal e 8,65% das evangélicas de missão.
Ainda existem cristãos de várias outras denominações, tais como as Testemunhas de Jeová (que representam 0,70% dos habitantes) e os membros de A Igreja de Jesus Cristo dos Santos dos Últimos Dias (0,11%), também conhecida como Igreja Mórmon.

### Etnias e imigração
Em 2010, segundo dados do Censo IBGE daquele ano, a população teófilo-otonense era composta por 35 806 brancos (26,57%); 15 301 negros (11,36%); 1 158 amarelos (0,86%); 82 273 pardos (61,06%); 206 indígenas (0,15%); e uma pessoa sem declaração. Teófilo Otoni possui uma diversificada etnia, além de negros e índios (nativos da região), é visivelmente marcada por descendentes de colonizadores europeus principalmente alemães. Pode-se constatar isto através da verificação de alguns traços e marcos deixados na cidade como, como a Praça Germânica e a realização da Festa da Descendência Alemã (Fest Der Deuteschen Abstammung). Pela Lei nº 3.085, de 18 de abril de 1989, no dia 23 de julho celebra-se o Dia da Colônia Alemã.
Por outro lado, em 2010 estima-se que 1 444 pessoas saíram de Teófilo Otoni para ir para outros países, sendo que 900 delas foram para Portugal (62,33%), 237 para os Estados Unidos (16,41%); e 75 (5,19%) para a Espanha.

## Política e administração
A administração municipal se dá pelos poderes executivo e legislativo. O prefeito municipal e líder do poder executivo é Daniel Batista Sucupira, do Partido dos Trabalhadores (PT), que venceu as eleições municipais de 2016 com 30 293 votos (45,53% dos eleitores). Daniel anteriormente era vereador em Teófilo Otoni.
O poder legislativo, por sua vez, é constituído pela câmara municipal, composta por 19 vereadores eleitos para mandatos de quatro anos (em observância ao disposto no artigo 29 da Constituição) e em 2014 estava representada por três cadeiras do Partido dos Trabalhadores (PT); duas cadeiras do Partido do Movimento Democrático Brasileiro (PMDB); duas cadeiras do Partido Humanista da Solidariedade (PHS);  duas cadeiras do Partido Social Cristão (PSC); duas cadeiras do Partido Trabalhista Brasileiro (PTB); duas cadeiras do Partido Trabalhista Cristão (PTC); duas cadeiras do Partido Socialista Brasileiro (PSB); uma cadeira do Partido Popular Socialista (PPS); uma do Partido Renovador Trabalhista Brasileiro (PRTB); uma do Partido Democrático Trabalhista (PDT); e uma do Partido Republicano Progressista (PRP). Cabe à casa elaborar e votar leis fundamentais à administração e ao Executivo, especialmente o orçamento participativo (Lei de Diretrizes Orçamentárias).
A cidade se rege por lei orgânica, que foi promulgada em 21 de março de 1990 e entrou em vigor nesta mesma data, e é sede da Comarca de Teófilo Otoni, classificada como de entrância especial, que reúne, além de Teófilo Otoni, os municípios de Ataléia, Ladainha, Novo Oriente de Minas, Ouro Verde de Minas, Pavão e Poté e foi instalada em 4 de novembro de 1880. Havia 102 897 eleitores em junho de 2014, o que representava 0,675% do total do estado de Minas Gerais. Teófilo Otoni possui o município de Poá, São Paulo, como cidade-irmã desde 10 de março de 2008.

## Subdivisões
Teófilo Otoni é subdividida em seis distritos, sendo eles Crispim Jaques, Mucuri, Pedro Versiani, Rio Pretinho, Teófilo Otoni (sede) e Topázio. O distrito-sede era o mais populoso, reunindo 124 692 habitantes no ano de 2022, seguido por Topázio, com 3 732 pessoas. Conforme já foi citado anteriormente, no século XX houve a criação e elevação à cidade de diversos distritos do município, sendo que a emancipação mais recente foi de Pavão, desmembrado em 27 de abril de 1992. Em 2013, o município ainda era dividido em 50 bairros.
| Distrito                      | Código IBGE | Habitantes (2022) | Domicílios particulares (2022) |                |           |       |     |
| ----------------------------- | ----------- | ----------------- | ------------------------------ | -------------- | --------- | ----- | --- |
| Distrito                      | Código IBGE | Habitantes (2022) | Domicílios particulares (2022) | Crispim Jaques | 316860610 | 1 570 | 618 |
| Mucuri                        | 316860630   | 3 213             | 1 186                          |                |           |       |     |
| Pedro Versiani                | 316860620   | 3 031             | 1 121                          |                |           |       |     |
| Rio Pretinho                  | 316860635   | 1 180             | 421                            |                |           |       |     |
| Teófilo Otoni (distrito-sede) | 316860605   | 124 692           | 45 148                         |                |           |       |     |
| Topázio                       | 316860625   | 3 732             | 1 364                          |                |           |       |     |

## Economia
O produto interno bruto (PIB) de Teófilo Otoni é um dos maiores de sua região, destacando-se na área de prestação de serviços. De acordo com dados do IBGE, relativos a 2021, o PIB do município era de R$ 2 951 670,488 mil. O PIB per capita era de R$ 20 893,97.
Setor primário
| Produção de cana-de-açúcar, mandioca e feijão (2010) | Produção de cana-de-açúcar, mandioca e feijão (2010) | Produção de cana-de-açúcar, mandioca e feijão (2010) |
| ---------------------------------------------------- | ---------------------------------------------------- | ---------------------------------------------------- |
| Produto                                              | Área colhida (hectares)                              | Produção (tonelada)                                  |
| Cana-de-açúcar                                       | 900                                                  | 63 000                                               |
| Mandioca                                             | 800                                                  | 12 000                                               |
| Feijão                                               | 850                                                  | 390                                                  |

A agricultura é o setor menos relevante da economia de Teófilo Otoni. De todo o PIB do município, 56 263 mil reais é o valor adicionado bruto da agropecuária. Segundo o IBGE, em 2011, o município contava com cerca de 172 749 bovinos, 4 760 equinos, 147 bubalinos, 80 asininos, 1 570 muares, 14 850 suínos, 48 caprinos, 1 780 ovinos e 170 coelhos. Havia 107 500 aves, dentre estas 68 200 eram galos, frangas, frangos e pintinhos, 36 500 galinhas, sendo que destas foram produzidas 390 mil dúzias de ovos de galinha, e 2 800 codornas, que geraram 26 mil dúzias de ovos. 38 900 vacas foram ordenhadas, das quais foram produzidos 31 850 mil litros de leite. Também foram produzidos 78 mil quilos de mel de abelha.
Na lavoura temporária são produzidos principalmente a cana-de-açúcar (63 mil toneladas produzidas e 900 hectares cultivados), a mandioca (12 mil toneladas produzidas e 800 hectares plantados) e o feijão (390 toneladas rendidas e 850 hectares cultivados), além do abacaxi, do arroz, do milho e do tomate. Já na lavoura permanente destacam-se a banana (3 128 toneladas produzidas e 184 hectares colhidos), a laranja (2 160 toneladas produzidas e 120 hectares colhidos) e a tangerina (1 600 toneladas produzidas e 160 hectares colhidos), sendo cultivados ainda café e coco.
Setores secundário e terciário

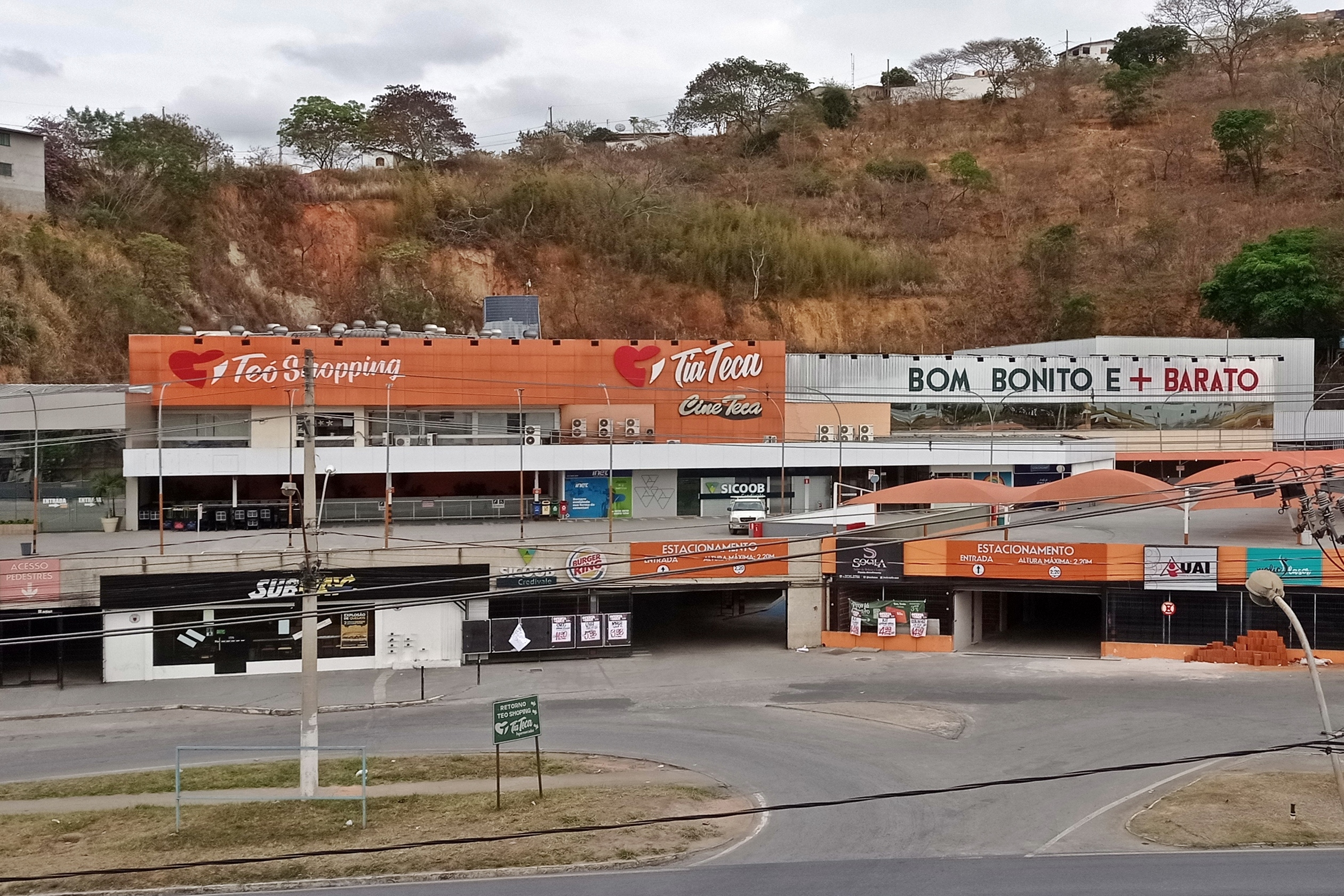
Vista do Teó Shopping, um centro comercial da cidade.

A indústria, atualmente, é o segundo setor mais relevante para a economia do município. 222 762 mil reais do PIB municipal são do valor adicionado bruto da indústria (setor secundário). As principais indústrias da cidade estão ligadas à agroindústria, ao setor alimentício e principalmente ao setor de extração e transformação de minerais e pedras preciosas. Em 2000, segundo o IBGE, 8 106 pessoas trabalhavam no setor industrial em Teófilo Otoni.
O setor terciário é o mais relevante para a economia municipal. Em 2010, 889 339 mil reais do PIB de Teófilo Otoni eram do valor adicionado bruto do setor terciário, destacando-se na área do comércio. Um dos principais centros comerciais é o City Shopping Teófilo Otoni, sendo que a cidade é matriz de empresas com relevância regional como Ramos Transportes e Farmácia Indiana. A Secretaria de Indústria, Comércio e Turismo é o órgão público subordinado à prefeitura encarregado de organizar ações, políticas e programas destinados ao desenvolvimento econômico da cidade. Segundo o IBGE, no ano de 2000 10 205 habitantes trabalhavam no setor comercial e 22 704 pessoas ocupavam-se no setor de serviços.

## Infraestrutura

### Habitação, infraestrutura básica e criminalidade
No ano de 2010 a cidade tinha 40 431 domicílios particulares permanentes. Desse total, 37 651 eram casas, 190 eram casas de vila ou condomínios, 2 463 eram apartamentos, 126 eram habitações em cortiços e um era oca ou maloca. Do total de domicílios, 28 688 são imóveis próprios (27 950 próprios já quitados e 738 em aquisição); 7 782 foram alugados; 3 835 foram cedidos (1 314 cedidos por empregador e 2 521 cedidos de outra forma) e 126 foram ocupados de outra maneira. Parte dessas residências contava com água tratada, energia elétrica, esgoto, limpeza urbana, telefonia fixa e telefonia celular. 33 852 domicílios eram atendidos pela rede geral de abastecimento de água (83,72% do total); 38 462 (95,12%) possuíam banheiros para uso exclusivo das residências; 33 975 (84,03% deles) eram atendidos por algum tipo de serviço de coleta de lixo (seja pela prefeitura ou não); e 39 978 (98,87%) possuíam abastecimento de energia elétrica.
Como na maioria dos municípios médios e grandes brasileiros, a criminalidade ainda é um problema em Teófilo Otoni. Em 2011, a taxa de homicídios no município foi de 49,5 para cada 100 mil habitantes, ficando no sexto lugar a nível estadual e no 153° lugar a nível nacional. O índice de suicídios naquele ano para cada 100 mil habitantes foi de 6,1, sendo o 129° a nível estadual e o 915° a nível nacional. Já em relação à taxa de óbitos por acidentes de transito, o índice foi de 55,2 para cada 100 mil habitantes, ficando no 13° a nível estadual e no 88° lugar a nível nacional.

### Saúde e educação
Em 2009, o município possuía 74 estabelecimentos de saúde entre hospitais, pronto-socorros, postos de saúde e serviços odontológicos, sendo 32 deles públicos e 42 privados e que 29 dos públicos pertenciam à rede municipal, 2 eram da rede estadual e 1 era público federal. 18 estabelecimentos faziam parte do Sistema Único de Saúde (SUS) e no total existem 392 leitos para internação. Em 2011, 97,2% das crianças menores de 1 ano estavam com a carteira de vacinação em dia. Em 2010 foram registrados 1 852 nascidos, sendo que o índice de mortalidade infantil a cada mil crianças menores de cincoo anos de idade era de 17,4. Neste mesmo ano 21,0% do total de mulheres grávidas eram de meninas que tinham menos de 20 anos. 0,8% do total de crianças pesadas pelo Programa Saúde da Família estavam desnutridos.
Na área da educação, o Índice de Desenvolvimento da Educação Básica (IDEB) médio entre as escolas públicas de Teófilo Otoni era, no ano de 2009, de 4,8 (numa escala de avaliação que vai de nota 1 à 10), sendo que a nota obtida por alunos do 5º ano (antiga 4ª série) foi de 5,4 e do 9º ano (antiga 8ª série) foi de 4,1; o valor das escolas de todo o Brasil era de 4,0. O município contava, em 2009, com aproximadamente 32 728 matrículas nas redes públicas e particulares. Segundo o IBGE, naquele mesmo ano, das 97 escolas do ensino fundamental, 45 pertenciam à rede pública estadual, 36 à rede pública municipal e 16 eram escolas particulares. Dentre as 24 instituições de ensino médio, 17 pertenciam à rede pública estadual e 7 às redes particulares. Em 2000, 82% das crianças de 7 a 14 anos estavam cursando o ensino fundamental. A taxa de conclusão, entre jovens de 15 a 17 anos naquele ano, era de 51%. Teófilo Otoni também se inscreve no cenário mineiro como um pólo universitário, contando com diversas instituições de ensino superior, como um campus da Universidade Federal dos Vales do Jequitinhonha e Mucuri  e um  campus do Instituto Federal do Norte de Minas Gerais (IFNMG).
| Ensino pré-escolar | 2 274  | 146   | 47 |
| Ensino fundamental | 24 401 | 1 291 | 97 |
| Ensino médio       | 6 053  | 409   | 24 |

### Serviços e comunicação
O serviço de abastecimento de energia elétrica do município é feito pela Companhia Energética de Minas Gerais (CEMIG). Segundo a empresa, no ano de 2003 havia 40 427 consumidores (sendo 33 811 consumidores residenciais) e foram consumidos 93 689 910 KWh de energia. O serviço de abastecimento de água e coleta de esgoto da cidade é feito pela Companhia de Saneamento de Minas Gerais (Copasa).
O código de área (DDD) de Teófilo Otoni é 033 e o Código de Endereçamento Postal (CEP) vai de 39800-001 a 39805-999. No dia 10 de novembro de 2008 o município passou a ser servido pela portabilidade, juntamente com outros municípios com o mesmo DDD. A portabilidade é um serviço que possibilita a troca da operadora sem a necessidade de se trocar o número do aparelho. Segundo dados da Telecomunicações de Minas Gerais e da Associação Mineira de Rádio e TV, o município contava, em 2001, com 8 jornais em circulação e 4 emissoras de rádio. Atualmente uma das principais é a 98 FM, fundada em 21 de julho de 1981. Também há sinal em Very High Frequency (VHF) e Ultra High Frequency (UHF) de emissoras como TV Imigrantes (afiliada à TV Brasil), TV Leste (Rede Record), TV Alterosa Leste (SBT) e InterTV (Rede Globo).

### Transportes

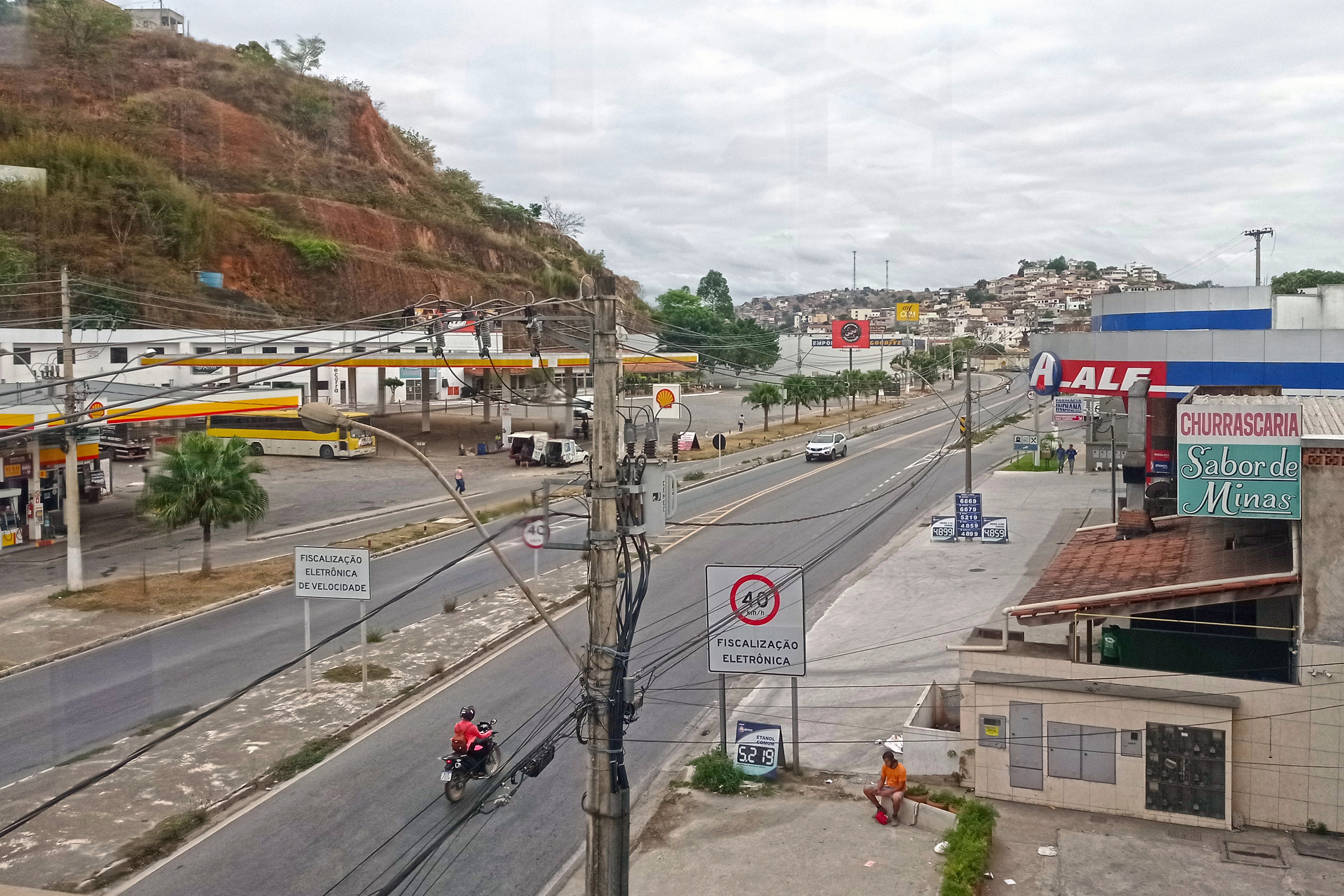
Trecho urbano da BR-116 em Teófilo Otoni

A frota municipal no ano de 2010 era de 37 020 veículos, sendo 16 486 automóveis, 1 427 caminhões, 150 caminhões-tratores, 3 232 caminhonetes, 664 caminhonetas, 153 micro-ônibus, 12 753 motocicletas, 1 042 motonetas, 135 ônibus, 111 utilitários, dois tratores de rodas e 865 classificados como outros tipos de veículos. A cidade possui ainda transporte coletivo, que é administrado pela Autarquia Municipal de Trânsito e Transporte do Município de Teófilo Otoni (Teotrans), órgão responsável ainda em regularizar, coordenar e organizar o tráfego, o trânsito e o sistema viário municipal. As avenidas duplicadas e pavimentadas e diversos semáforos facilitam o trânsito no município, mas o crescimento no número de veículos nos últimos dez anos está gerando um tráfego cada vez mais lento de carros, principalmente na no distrito-sede.
Até a década de 1960, Teófilo Otoni possuía transporte ferroviário de passageiros, sendo atendida pela Estrada de Ferro Bahia e Minas. A estação da cidade foi inaugurada em 3 de maio de 1898, porém foi fechada em 1966, com o desativamento da ferrovia. No lugar foi construído o terminal rodoviário, que desde 2003 é administrado pela prefeitura. Nele circulam diariamente uma média de cerca de 600 passageiros, e em maio de 2012 era atendido por 12 linhas de ônibus para diversas cidades do estado de Minas Gerais e do Brasil, operando em 20 plataformas de embarque e desembarque. O município é cortado por três rodovias federais (BR-116, BR-342 e BR-418) e duas estaduais (MG-217 e MG-409). Também há um aeroporto, o Aeroporto Juscelino Kubitschek, inaugurado em 22 de dezembro de 1987 e, mais tarde, em 1997 recebeu balizamento e iluminação para pousos noturnos.

## Cultura e lazer

### Eventos e personalidades

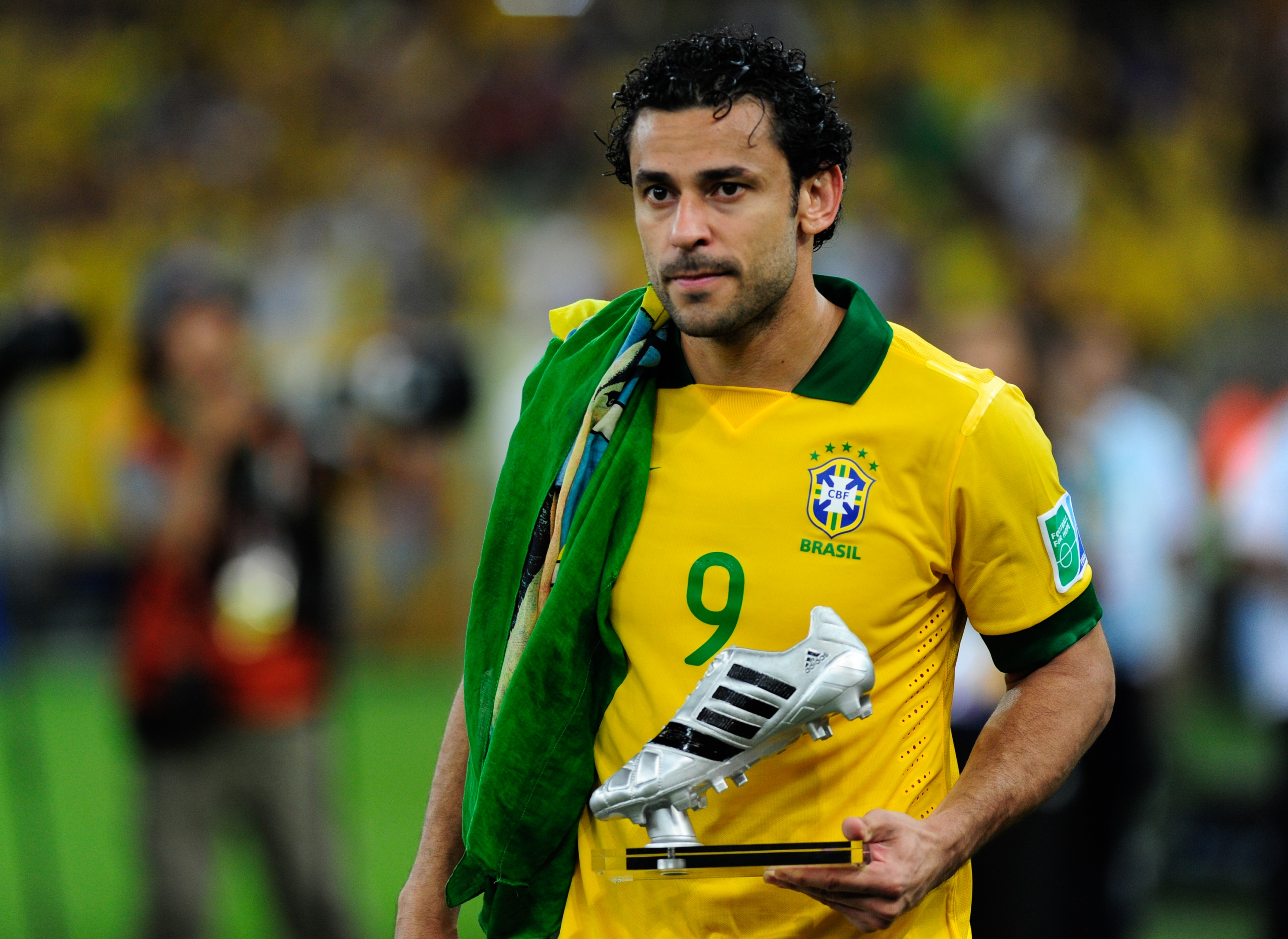
Fred, natural de Teófilo Otoni.

Para estimular o desenvolvimento socioeconômico local, a prefeitura de Teófilo Otoni, juntamente ou não com instituições locais, passou a investir mais no segmento de festas e eventos. A Feira Internacional de Pedras Preciosas (FIPP), realizada desde 1989, atrai investidores, consumidores e curiosos de todas as regiões do Brasil e de diversas partes do mundo a fim de conhecer a imensa variedade de pedras preciosas que são extraídas e lapidadas na região. O TeóFolia é o principal carnaval fora de época do nordeste mineiro, organizado anualmente desde 2003 em setembro ou outubro, contando com a participação de artistas regionais ou mesmo nacionalmente conhecidos e bandas de axé, pagode baiano e sertanejo elétrico, tais como Ivete Sangalo, Claudia Leitte e Parangolé, sendo que em algumas edições chega a receber cerca de 20 mil pessoas. Outro evento é a Festa da Descendência Alemã (Fest Der Deuteschen Abstammung), organizada pela Associação dos Descendentes de Alemães em Teófilo Otôni (ACDATO) anualmente em julho, em homenagem ao dia municipal da Dia da Colônia Alemã, celebrado em 23 de julho. Conta com apresentações artísticas de danças e músicas típicas, concursos de beleza e mostras de artesanato e flores.
A cidade é terra natal de alguns artistas que obtiveram relevância regional, nacional ou mesmo internacional, tais como o cantor e compositor Geraldo Nunes, o jornalista e artista Leo Áquilla, o cantador, violeiro e compositor Pereira da Viola, o cantor e compositor Léo Magalhães e o já falecido compositor e escritor Vicente Amar.

### Artes cênicas e atrativos arquitetônicos
Na área das artes cênicas se destaca a realização anual do Festival de Teatro de Teófilo Otoni (FESTTO). É organizado pela prefeitura de Teófilo Otoni, através da Secretaria de Educação e Cultura, em parceria com o Serviço Social do Comércio de Minas Gerais (SESC/MG), o Instituto Doctum e o Grupo In-Cena, havendo a realização de espetáculos nacionais gratuitos, oficinas e debates abertos à população. A cidade conta com apenas um teatro, o Cine Teatro Vitória, que foi construído em 1944 e hoje conta com capacidade para 600 espectadores.
Além do teatro, há outros atrativos arquitetônicos. O Prédio da CEMIG foi inaugurado oficialmente em 29 de fevereiro de 1928, inicialmente como uma escola elitizada (o Ginásio Mineiro) que foi fechada em 1943 e reaberta em 1947 com o nome de Colégio Mineiro. a instituição se mudou para outro prédio em 1967, dando lugar à Fundação Universidade do Nordeste Mineiro (FUNM), que também se mudou para outro local em 1979. Desde então o prédio pertence à CEMIG, sendo hoje patrimônio histórico do município. Em frente ao prédio está a Praça Germânica, construída em homenagem às colônias alemãs que chegaram à cidade em 1856. Suas estátuas representam uma família de alemães que chegaram junto às colônias. Também há a Igreja Matriz, a Igreja Bom Jesus e a Praça Tiradentes, que abriga uma antiga Maria Fumaça que pertencia à extinta Estrada de Ferro Bahia e Minas (EFMB).

### Esportes

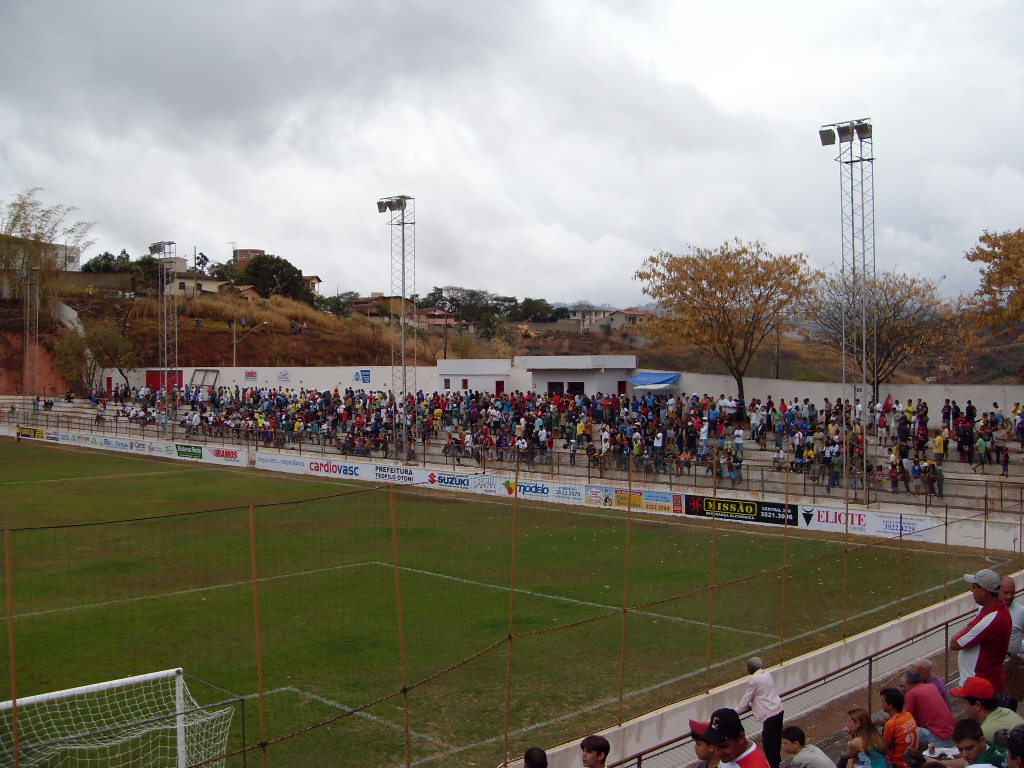
Arquibancadas do Estádio Nassri Mattar

A Secretaria de Esporte e Lazer é o órgão subordinado à prefeitura que tem função de organizar, planejar e prestar fomento ao setor esportivo de Teófilo Otoni. A cidade conta com equipes de diversos esportes, que por vezes se destacam ao conquistarem títulos regionais, estaduais ou mesmo nacionais, tais como basquetebol, voleibol, handebol e futebol de salão. Também é comum, principalmente entre a população jovem, a prática de esportes radicais, como skate, BMX e patins em linha. Dentre os espaços desportivos se destaca o Ginásio Joaquim Nunes, a "Praça de Esportes", com quadras de futsal, vôlei, basquete e handebol.
O principal time de futebol da cidade é o América Futebol Clube, que foi fundado em 12 de maio de 1936 e manda seus jogos no Estádio Nassri Mattar, que tem capacidade para cerca de 5 mil pessoas. O América de Teófilo Otoni, como a equipe é mais conhecida, teve sua maior fama noCampeonato Mineiro de 2011, quando alcançou a quarta colocação, sendo o clube que revelou o atacante Fred. Outros futebolistas relevantes naturais do município são Abelardo, Toninho Almeida, Bruno di Pietro, Fahel e Flávio Guedes.[carece de fontes?]

### Feriados
Em Teófilo Otoni há dois feriados municipais e oito feriados nacionais, além dos pontos facultativos. Os feriados são o dia de São Pedro, comemorado em 29 de junho; e o dia de Nossa Senhora da Imaculada Conceição, celebrado em 8 de dezembro. De acordo com a lei federal nº 9.093, aprovada em 12 de setembro de 1995, os municípios podem ter no máximo quatro feriados municipais com âmbito religioso, já incluída a Sexta-Feira Santa.